# Anja Van Damme
Anja Van Damme (7 augustus 1986) is een Belgisch voormalig volleybalster.

## Levensloop
Van Damme was actief bij Eburon Tongeren. Met deze club werd ze tweemaal landskampioen (2004 en 2005) en won ze tweemaal de Beker van België (2004 en 2005). Ook won ze met Tongeren tweemaal de Supercup (2003 en 2004) en werd ze in seizoen 2003-'04 derde in de Top Teams Cup. Vervolgens ging ze aan de slag bij Asterix Kieldrecht. Met Asterix werd ze driemaal landskampioen (2008 en 2010), viermaal bekerwinnaar (2006, 2007, 2008 en 2010) en won ze driemaal de Supercup (2005, 2006 en 2008). Ook was ze met deze club finalist van de Challenge Cup in 2010. Hierop aansluitend kwam ze uit voor Hermes Oostende.
Daarnaast was Van Damme actief bij de Belgische nationale ploeg. Met de Belgische equipe nam ze onder meer deel aan het Europees kampioenschap van 2007.